# Szaúd-Arábia demográfiája

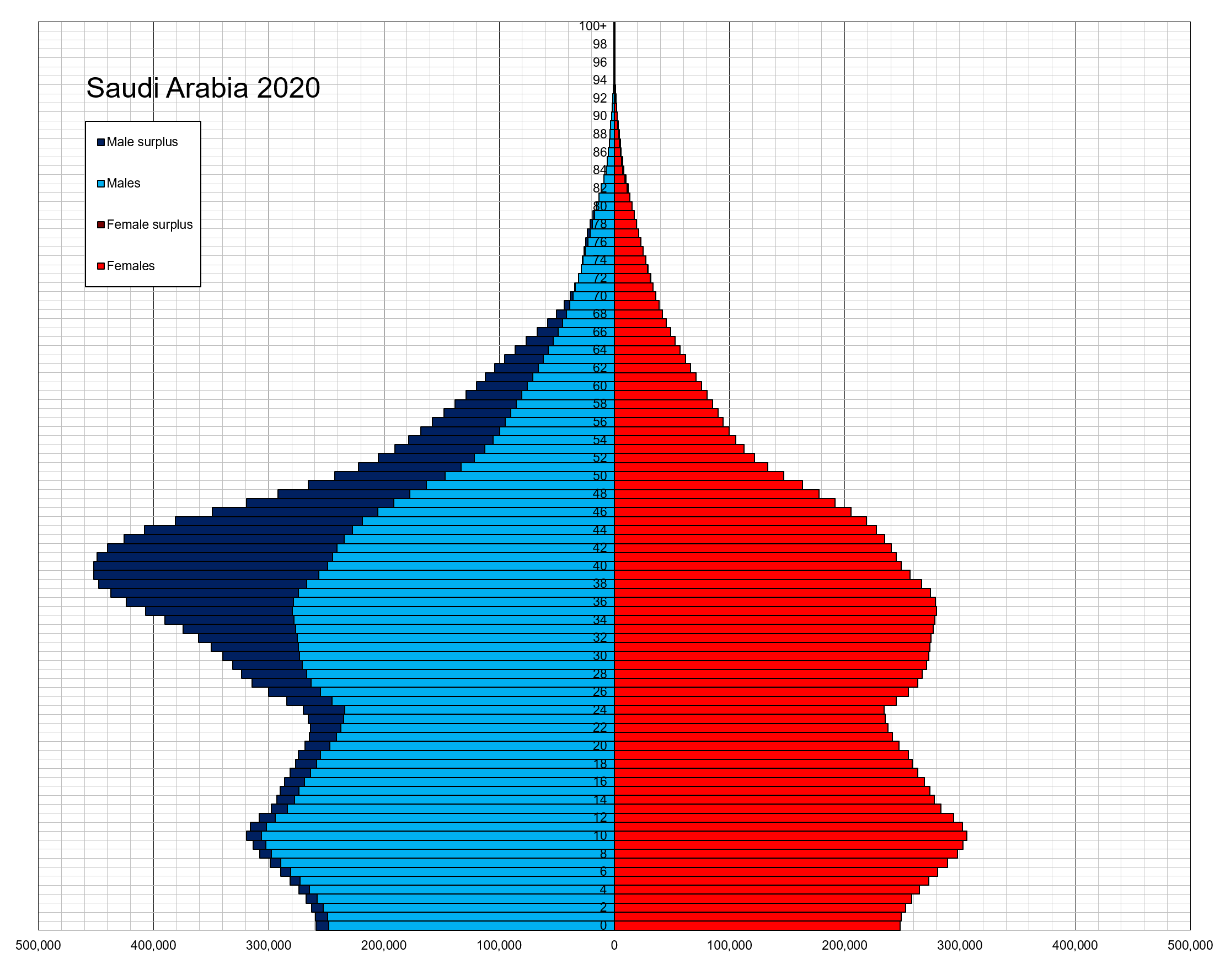
Szaúd-Arábia korfája 2022-ben

Szaúd-Arábia az arab világ negyedik legnagyobb állama, a bejelentett lakossága 2022-ben 32 175 224 fő volt. 2022-ben a lakosság 41,6 %-a bevándorló volt. Szaúd-Arábia az elmúlt 40 évben népességrobbanáson ment keresztül, és továbbra is évi 1,62%-os növekedési ütemben növekszik..
Az 1960-as évekig a lakosság nagy része nomád vagy félnomád volt; a gyors gazdasági és városi növekedésnek köszönhetően a lakosság több mint 95%-a ma már letelepedett. A szaúdiak 80%-a tíz nagyobb városi központban él: Rijád, Dzsidda, Mekka, Medina, Hofuf, Ta'if, Buraydah, Khobar, Yanbu, Dhahran és Dammám. Egyes városok és oázisok népsűrűsége meghaladja az 1000 főt négyzetkilométerenként. Szaúd-Arábia népességét gyors növekedés jellemzi, jóval több a férfi, mint a nő, és nagy a fiatalok csoportja.
Szaúd-Arábia ad otthont az iszlám egyik pillérének, amely minden muszlimot arra kötelez, hogy élete során legalább egyszer megtegye a mekkai zarándoklatot, ha képes rá. Szaúd-Arábia kulturális környezete erősen konzervatív; az ország az iszlám vallási törvények (saría) értelmezéséhez ragaszkodik. A kulturális előadásoknak meg kell felelniük a szűken meghatározott etikai normáknak.
Szaúd-Arábia polgárainak többsége etnikailag arab, többségük törzsi származású. Szaúd-Arábia lakosságának több mint 40%-a azonban nem állampolgár.. Egy véletlenszerű felmérés szerint a legtöbb Szaúd-Arábiában élő nem állampolgár az indiai szubkontinensről és az arab országokból származik. Sok arab dolgozik az országban a környező országokból, különösen egyiptomiak, mivel az egyiptomi közösség az 1950-es évektől kezdve fejlődött ki, emellett jelentős számban vannak ázsiai emigránsok is, főként Indiából, Pakisztánból, Bangladesből, Indonéziából, a Fülöp-szigetekről, Szíriából és Jemenből. Az 1970-es és 1980-as években a dél-koreai vendégmunkásoknak is jelentős, több százezres nagyságrendű közössége volt, de a gyors dél-koreai gazdasági növekedés és fejlődés miatt azóta a legtöbben hazatértek; a dél-koreai kormány statisztikái szerint 2005-ben már csak 1200 állampolgáruk élt Szaúd-Arábiában (többségük szakember és üzletember). Szaúd-Arábiában több mint 100 000 nyugati állampolgár él, akiknek többsége magánlakásokban él a nagyobb városokban, például Rijádban, Dzsiddában, Janbuban és Dhahranban. A kormány megtiltja a nem muzulmánoknak, hogy belépjenek a mekkai városokba.